# Acoua
Acoua est une commune française située dans le département et région d'outre-mer de Mayotte, peuplée de 5 192 habitants en 2017.

## Géographie

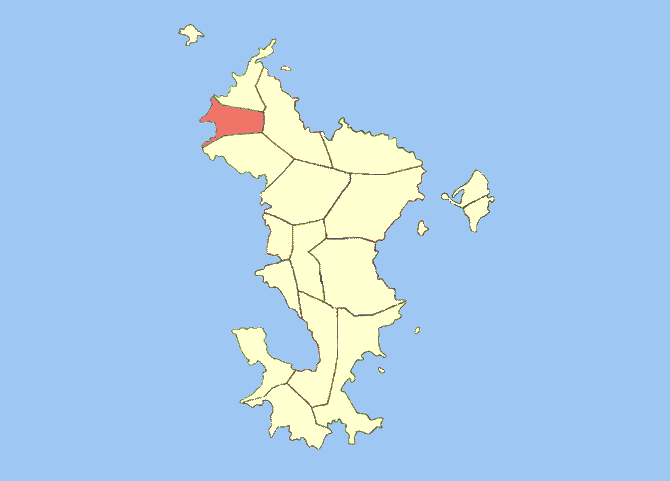
Acoua en rouge sur l'île de Mayotte.

Acoua se trouve dans le nord-ouest de l'île et comprend deux villages, Acoua qui est le chef-lieu et M'Tsangadoua. L'accès à la commune se fait par la RN 1.

## Urbanisme

### Typologie
Acoua est une commune rurale, car elle fait partie des communes peu ou très peu denses, au sens de la grille communale de densité de l'Insee,,,. Elle appartient à l'unité urbaine d'Acoua, une agglomération intra-départementale regroupant 1 commune et 5 192 habitants en 2017, dont elle est une ville isolée,.
Par ailleurs la commune fait partie de l'aire d'attraction de Mamoudzou, dont elle est une commune de la couronne. Cette aire, qui regroupe 17 communes, est catégorisée dans les aires de 200 000 à moins de 700 000 habitants,.
La commune est également une commune littorale au sens de la loi du 3 janvier 1986, dite loi littoral. Des dispositions spécifiques d’urbanisme s’y appliquent dès lors afin de préserver les espaces naturels, les sites, les paysages et l’équilibre écologique du littoral, par exemple le principe d'inconstructibilité, en dehors des espaces urbanisés, sur la bande littorale des 100 mètres, ou plus si le plan local d’urbanisme le prévoit,.

## Toponymie
L’étymologie du toponyme Acoua fait l'objet de plusieurs hypothèses. Les plus sérieuses voient en Acoua le mot austronésien ou proto malgache Ankouala qui désigne une baie profonde, l'explication la plus communément avancée fait référence au mot escargot, en malgache ankora, ha koa (lieu où se trouvent les escargots) en shimaoré. De récentes fouilles archéologiques attestent en effet de la consommation de gastéropodes par les anciennes populations[réf. nécessaire].

## Histoire

### Des origines auXIXesiècle
La commune d'Acoua a bénéficié d'une étude archéologique approfondie entre 2005 et 2008 puis entre 2011 et 2013 (travaux de Martial Pauly) qui permet de retracer précisément l'évolution du peuplement dans cette baie du nord de l'île ainsi que les grandes évolutions culturelles de sa population entre le XIe et le XVIIIe siècle.
Trois localités se succèdent dans la baie d'Acoua entre le XIe siècle et le XIXe siècle. C'est d'abord sur la pointe Kahirimtrou, sur l'actuel site archéologique d'Antsiraka Boira, que se sont établis les premiers habitants de la baie. Il est difficile de trancher avec certitude s'ils étaient d'origine malgache ou africaine, la double origine est probable. Cette petite communauté pratiquait la pêche (un ancien piège à poissons constitué d'un demi-cercle empierré accolé au rivage est visible à grande marée basse), l'élevage et l'agriculture. L'habitat, probablement en végétal, n'a laissé aucune trace. Aucune mosquée ruinée n'existe sur ce site, qui n'a été répertorié par les chercheurs qu'en 2005. Des contacts commerciaux sont attestés par la présence sur ce site de céramiques moyen-orientales et de marmites malgaches en chloritoschiste. En 2012, une fouille archéologique a identifié sur ce site une nécropole du XIIe siècle comprenant des sépultures à mobilier funéraire, où les défunts sont notamment accompagnés de leur parure de perles.
Au XIe siècle, un deuxième village est fondé non loin, sur un léger promontoire dominant le fond de la baie, sur l'actuel lieu-dit Agnala M'kirini (la mosquée de la forêt). Ce site connaît au XIIe siècle un important essor démographique au point d'atteindre rapidement une surface de quatre hectares et de compter parmi les principaux villages de Mayotte durant la période médiévale. L'enclos villageois maçonné, qui a fait l'objet d'une étude archéologique en 2008, a été daté du milieu du XIIe siècle par l'analyse C14 de charbons piégés dans le mortier de chaux du rempart (datation confirmée en 2011 lors de la fouille d'une autre section de l'enclos villageois), il s'agit d'un des plus anciens sites fortifiés datés à ce jour aux Comores et permet de repousser à une période assez précoce (le XIIe siècle) l'apparition de pouvoirs locaux forts, connus aux siècles suivants sous le nom de chefferie fani. La porte qui permettait d'accéder au village, fouillée en 2011 et 2012, connaît plusieurs phases d'aménagement jusqu'à son abandon définitif au XVe siècle.
Un quartier d'habitation a été fouillé entre 2006 et  2008. Les fouilles archéologiques ont révélé l'usage progressif de la pierre dans la construction des maisons à partir du XIVe siècle. Aux XVe et XVIe siècles, la partie sud du village est occupée par un quartier de notables constitué de  grandes demeures aristocratiques (220 m2 chacune) voisines d'une mosquée fouillée en 2012 et datée du XIIe ou XIIIe siècle avec reconstruction au XIVe siècle. Le reste de l'habitat ailleurs dans le village était composé de maisons en matériaux périssables.
L'urbanisation du quartier des notables s'effectue au cours des XIVe et XVe siècles comme l'ont montré les récentes recherches archéologiques : alors qu'au XIVe siècle, le village enfermé à l'intérieur de son rempart présente que quelques rares constructions en pierre, celles-ci vont considérablement se développer à partir du XVe siècle. Une habitation du XIVe siècle, remarquablement conservée nous permet de restituer l'une de ces habitations : rectangulaire avec un sol surélevé par une épaisse couche de sable, ses murs en matériaux périssables (certainement un assemblage de montants en bois et de cloison en feuille de palmier raphia) reposaient sur des solins maçonnés (un petit muret). Ces habitations sont remplacées à partir du XVe siècle par des constructions prestigieuses : de grandes demeures aristocratiques enfermées à l'intérieur d'un enclos familial maçonné, où, autour d'une cour intérieure se retrouve les différentes parties de l'habitation (chambres, latrines, communs, salle d'honneur avec baraza (banc maçonné), dépendance servant de lieu de stockage et de résidence des esclaves domestiques). Des sépultures (un coffrage rectangulaire maçonné) accolées à l'enceinte de la maison signale le rang aristocratique de ses occupants.
La prospérité dont témoignent ces constructions serait due à la traite des esclaves ainsi qu'à l'exportation de vivres (riz, viande, etc.). En effet, à cette époque, Mayotte, comme le reste de l'archipel des Comores, appartient au réseau de traite des esclaves malgaches et africains exportés en direction du Moyen-Orient. Il est difficile de savoir si le fondateur du village d'Acoua, Bacar Akaruna Maruna, comme le rapporte la tradition, est contemporain de cette époque, son nom en malgache gawa (garuwa en shimahoré) maro signifie « qui creuse beaucoup », peut-être en référence aux travaux urbanistiques des XIe – XVe siècles. Une guerre locale au cours du XVe siècle serait responsable de l'abandon des demeures aristocratiques et la destruction de la porte du rempart, fouillée en 2011 et 2012.
Ce site est progressivement abandonné aux XVIIe et XVIIIe siècles, sans doute à la suite des troubles qui frappent l'île à cette époque. L'abandon de la cité est progressif : bien après la destruction de la cité, les ruines sont encore habitées quelque temps avant l'abandon définitif du lieu. Aucune poterie caractéristique de la fin du XVIIIe et du début du XIXe siècle n'a été retrouvée sur ce site majeur. Cependant, il est possible que le village d'Acoua de cette époque ait déjà été déplacé à l'emplacement du village du XIXe siècle.

### LeXIXesiècle
C'est dans la première moitié du XIXe siècle qu'une population malgache sakalave s'établit à nouveau dans la baie, cette fois-ci à l'opposé de l'ancienne cité sur l'actuel quartier Tsiraka, sans doute par crainte des esprits qui sont vénérés parmi les ruines de la forêt interdite « Agnala fadi » où l'on croit voir les murs d'une mosquée « Agnala M'kiri ». Vers 1840, c'est au tour de Mtsangadoua d'être fondé par des Sakalaves. Peu d'évènements marquent la vie de ce village paisible jusqu'au début du XXe siècle où, grâce à la personnalité de Cheik Anli, Acoua devient un important centre religieux de Mayotte avec l'introduction des confréries Chadouli.
Durant la Première Guerre mondiale, les autorités françaises craignant que les confréries musulmanes ne pactisent avec l'Empire ottoman et leurs réunions sont interdites. Cheik Anli est même emprisonné quelque temps à Dzaoudzi.

### Les événements marquants duXXesiècle
Jusqu'aux années 1950, toutes les maisons étaient construites en végétal (feuilles de cocotier tressées et raphia), aussi les anciens gardent-ils le souvenir d'un terrible incendie qui ravagea tout le village pendant l'entre-deux-guerres.
Lors des événements qui accompagnent l’indépendance des Comores, le village, fief indépendantiste « serre-la-main » sous l’impulsion de Said Toumbou, est le théâtre d’affrontements avec les villages voisins, causant plusieurs blessés et une victime originaire de Mtsangadoua.
Le village, longtemps isolé du reste de l’île, n'est relié aux réseaux électrique et routier qu’à la fin des années 1980.

## Politique et administration

### Liste des maires
| Période                                  | Période      | Identité              | Étiquette | Qualité                 |
| ---------------------------------------- | ------------ | --------------------- | --------- | ----------------------- |
| 2008                                     | mars 2014    | Koutoubou Abal-Kassim | UMP       |                         |
| mars 2014                                | juillet 2020 | Ahmed Darouechi       | PS        | Employé (secteur privé) |
| juillet 2020                             | En cours     | Marib Hanaffi         | MDM       |                         |
| Les données manquantes sont à compléter. |              |                       |           |                         |

## Démographie
La totalité des habitants parlent le malgache (kibouchi), mais viennent d'horizons différents; notamment de la côte ouest de Madagascar, où vit l'ethnie sakalava.

L'évolution du nombre d'habitants est connue à travers les recensements de la population effectués dans la commune depuis 1978. À partir de 2006, les populations légales des communes sont publiées annuellement par l'Insee, mais la loi relative à la démocratie de proximité du 27 février 2002 a, dans ses articles consacrés au recensement de la population, instauré des recensements de la population tous les cinq ans en Nouvelle-Calédonie, en Polynésie française, à Mayotte et dans les îles Wallis-et-Futuna, ce qui n’était pas le cas auparavant. Pour la commune, le premier recensement exhaustif entrant dans le cadre du nouveau dispositif a été réalisé en 2002, les précédents recensements ont eu lieu en 1978, 1985, 1991 et 1997.
En 2017, la commune comptait 5 192 habitants, en augmentation de 10,14 % par rapport à 2012
| 1978  | 1985  | 1991  | 1997  | 2002  | 2007  | 2012  | 2017  |
| ----- | ----- | ----- | ----- | ----- | ----- | ----- | ----- |
| 1 910 | 2 708 | 3 604 | 4 447 | 4 605 | 4 622 | 4 714 | 5 192 |

## Culture locale et patrimoine

### Lieux et monuments
- La mosquée de Zawiani
- Les sites archéologiques d'Antsitraka Boira et Agnala M’kirini
- Baie d'Acoua

### Héraldique
| Blason | Blasonnement : Ecartelé de gueules et de sinople, [...], à la champagne d'argent trellisée de sable chargée de 5 ondes d'azur. |